# استیسی پلاسکت
استیسی الیزابت پلاسکت (‎/ˈplæskɪt/‎ PLASS-kit؛ متولد ۱۳ مه ۱۹۶۶) یک سیاستمدار و وکیل آمریکایی است که از سال ۲۰۱۵ به عنوان نماینده بدون رای به مجلس ایالات متحده خدمت می‌کند. او از نمایندگان منطقه کنگره جزایر ویرجین ایالات متحده است. پلاسکت در شهر نیویورک، واشینگتن دی سی و جزایر ویرجین ایالات متحده وکالت کرده است.
قبل از سال ۲۰۰۸، پلاسکت یکی از اعضای حزب جمهوری‌خواه بود و توسط رئیس‌جمهور جورج دبلیو بوش برای خدمت در بخش مدنی وزارت دادگستری ایالات متحده منصوب شد. او در اواخر سال ۲۰۰۸ به حزب دمکرات رفت. او در جریان دومین محاکمه استیضاح دونالد ترامپ به عنوان مدیر مجلس (دادستان) خدمت کرد.